# 수군절도사 신광익 선정비
수군절도사 신광익 선정비는 전라남도 목포시 만호동에 있다. 2012년 5월 21일 목포시의 문화유산 제1호로 지정되었다.

## 개요
이 비는 개항이전 목포 역사를 상징하는 목포진과 관련된 것이다. 비 전면에는 "行水軍節度使申侯○○○善政碑(행수군절도사신후○○○선정비)"라 새겨져 있고, 뒷면에는 "癸未三月(계미삼월)"이라고 새겨져 있다. 비문 중 절도사의 이름 부분이 마모되어 비의 주인공이 정확하게 밝혀지지 않고 있으나, 전라우수영지 등의 기록을 통해 계미년에 신씨(申氏)성을 가진 인물 중 수군절도사로 활동했던 '신광익(申光翼)'이라는 인물이 주인공일 것으로 추정된다. 이를 근거하면 비의  건립 시기는 1763년이 된다.

## 같이 보기
- 수군절도사